# 有沢広巳
有沢 広巳（ありさわ ひろみ、有澤 廣巳、1896年（明治29年）2月16日 - 1988年（昭和63年）3月7日）は、日本の統計学者、経済学者。位階は正三位。
法政大学元総長。東京大学名誉教授、法政大学名誉教授。統計学が専門分野で、実証に徹した。

## 来歴・人物
高知県出身。高知中学を経て、第二高等学校卒業。東京帝国大学では法学部から独立したばかりの経済学部の第一期生として統計学を糸井靖之の演習にて学ぶ。また河合栄治郎の講義を熱心に聴いた。大内兵衛に師事し、マルクス経済学を学ぶ。1922年に同大学を卒業後、助手を経て1924年に同大経済学部統計学講座の助教授となる。同年、同大講師の猪間驥一を大学から追放した。1926年 - 1928年までは、同大学医学部助教授で同志の国崎定洞とともにドイツに留学。そこでヴァイマル共和政に感銘を受け、帰国後、共和制打倒を掲げ台頭したアドルフ・ヒトラー率いるナチスを激しく批判した。
ファシズムの波が社会を覆った時代にあって、1938年2月、有沢は人民戦線事件により大内らと共に治安維持法違反で起訴され、東大を休職処分となる。しかし結果として1944年9月に二審で無罪となる。戦時中は昭和研究会で「日本経済再編成試案」を作成したところ、財界から反対され、陸軍の機関である秋丸機関に所属し、欧米と日本の経済比較を行った。敗戦後の1945年、東大経済学部に教授として復帰すると、吉田茂の私的ブレーンやエネルギー問題の専門家として活躍。石炭小委員会委員長を務め、再生産表式から着想を得て戦後復興期における政府の傾斜生産方式（石炭・鉄鋼等、主要産業の復興を優先する方式）の立案者となる。1950年 経済学博士 「日本工業統制論」、同年 高千穂商科大学（現高千穂大学）評議員就任。1956年に東大を退官。退官後は、日本統計学会会長（1957年 - 1960年）、法政大学経営学部教授・総長（1956年 - 1962年）、原子力委員会委員長代理、産業計画会議委員（議長・松永安左ヱ門）、日本原子力産業会議会長（第3代、1973年－1988年）、学士会理事長（第5代、1974年－1988年）、日本計画行政学会会長（第2代、1980年－1983年）、日本学士院院長（第18代、1980年－1986年）などを務めた。1985年、中国社会科学院より名誉博士号を授与された。
1966年叙勲一等授瑞宝章。1975年授旭日大綬章。1981年文化功労者。1988年叙正三位。
1988年3月7日、心不全の為日本赤十字社医療センターにて死去。墓所は小平霊園。
研究者としては、「ダグラス・有沢の法則」（家計の主要労働力の所得水準と、付随する労働力の就業率との間には負の相関関係があるという経験則）を実証したことで有名。
藤岡由夫、湯川秀樹、正力松太郎、石川一郎とともに創立当初からの原子力委員会委員であり、原子力委員会委員長代理への就任以来は日本の原子力政策の推進者としても知られ、1986年4月8日の日本原子力産業会議年次大会では、「安全確保に役立っていない過重な付属設備は除去すべきである」と語り、その例として軽水炉の緊急炉心冷却装置をあげ、その設計が「オーバー・デザイン」ではないか、配管の瞬時破断は実際には起こりえない、などとし、「ある面だけ丈夫にしても安全上意味がなく、無駄な投資だ」と述べた。
実兄有沢滋は日本銀行の理事で、名古屋支店長を歴任した。

## 著書

### 単著
- 『日本工業統制論』（有斐閣） 1937
- 『学問と思想と人間と - 忘れ得ぬ人々の思い出』（毎日新聞社） 1957
- 『有沢広巳 戦後経済を語る - 昭和史への証言』（東京大学出版会） 1989
- 『ワイマール共和国物語』上・下（東京大学出版会） 1994

### 共著
- 『統計学』（内藤勝共著、弘文堂） 1956
- 『カルテル・トラスト・コンツェルン』（脇村義太郎共著、御茶の水書房） 1977

### 編著
- 『日本の生活水準』（東京大学出版会） 1954
- 『日本のエネルギー問題』（岩波書店） 1963

### 翻訳
- 『理論経済学概説』（エミール・レーデラー、鈴木義太郎共訳、明善社） 1926

### 監修
- 『資料・戦後日本の経済政策構想』全3巻（東京大学出版会） 1990
- 『日本産業史』1 - 2（日経文庫）
- 『日本証券史』1 - 2（日経文庫）
- 『昭和経済史』上・中・下（日経文庫）

### その他
- 『有澤廣巳の昭和史』（同・編纂委員会 編・発行） 1989